# 25 Canada Square
25 Canada Square – wieżowiec w Londynie, jeden z najwyższych budynków w Wielkiej Brytanii.
Projektantem budynku jest argentyński architekt César Pelli. Budowa rozpoczęła się w 1998, a zakończyła w 2001 roku. Wieżowiec ma 45 pięter i 200 metrów wysokości. Mieści się w nim główna siedziba Citi w Wielkiej Brytanii. Wraz z budynkiem 33 Canada Square tworzy kompleks Citi Centre.